# Kouat Noi
Kouat Noi (Khartum, 29 ottobre 1997) è un cestista sudsudanese con cittadinanza australiana.

## Palmarès
- Campione NIT (2017)
- Campionato australiano: 1

Sydney Kings: 2022-23